# 庫赫莫

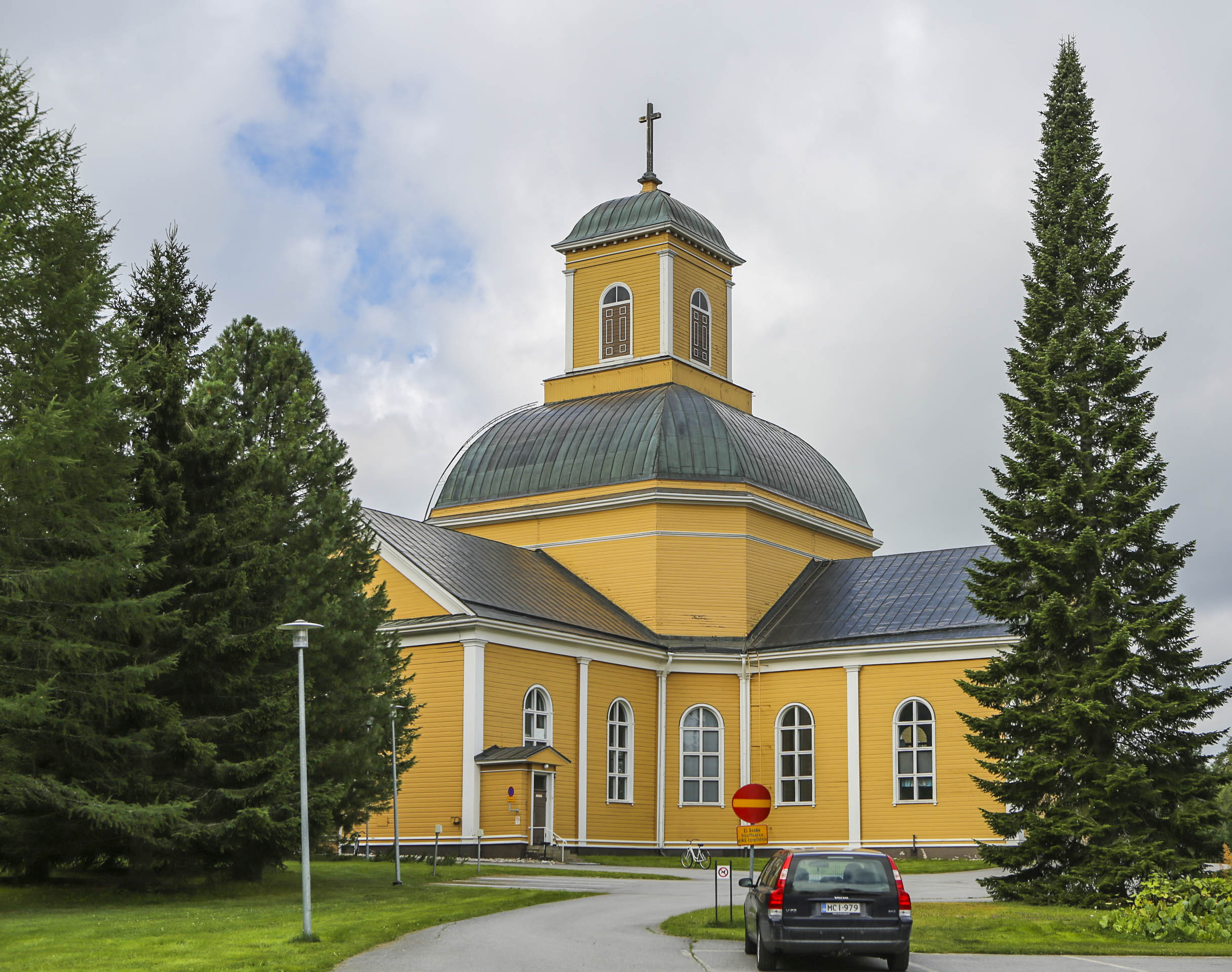
库赫莫教堂

庫赫莫（芬蘭語：Kuhmo）是芬蘭的市鎮，位於該國東部，距離卡亞尼約100公里，毗鄰與俄羅斯接壤的邊境，在凱努區内，面積5,456.82平方公里，2012年人口9,308，其中約98%居民的母語是芬蘭語。

## 外部連結
- 庫赫莫市官方网站 （页面存档备份，存于） （文）
- Kuhmo Festival （页面存档备份，存于） （文）
- 有关库赫莫地区的链接集锦 （页面存档备份，存于） （文）